# Pretty Little Liars

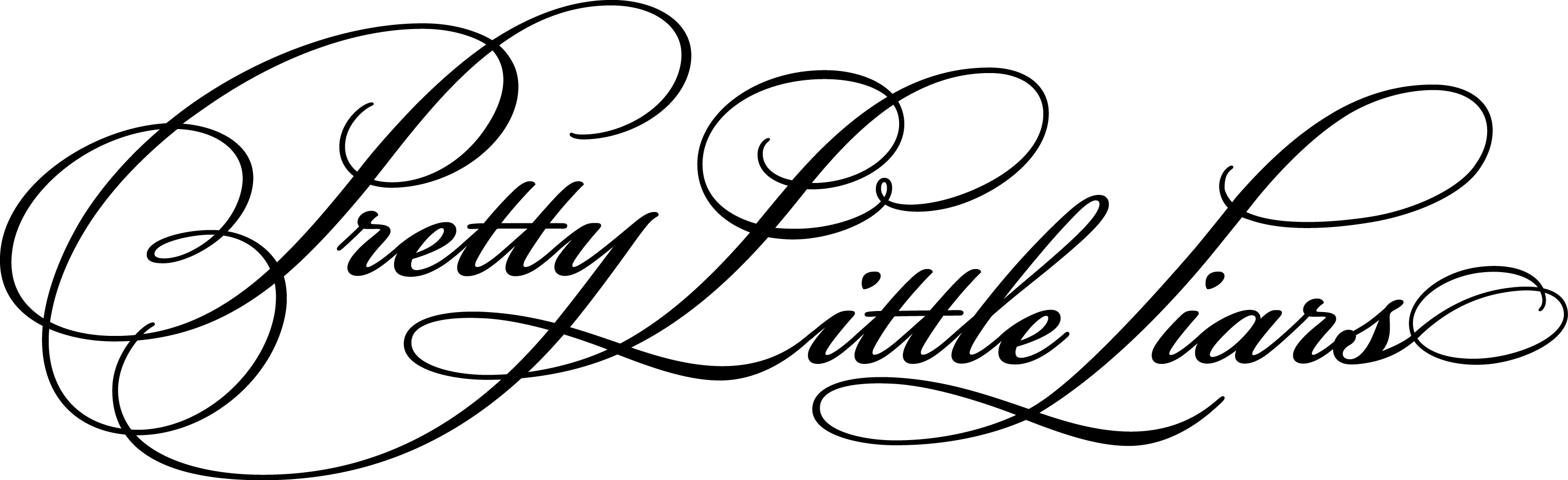
Logo van de televisieserie Pretty Little Liars

Pretty Little Liars is een boekenserie geschreven door de Amerikaanse schrijfster Sara Shepard.
De serie bestaat tot nu toe uit zestien delen, waarvan er tot nu toe acht vertaald zijn in het Nederlands. In 2010 werd er in de Verenigde Staten een gelijknamige televisieserie uitgezonden, gebaseerd op de boeken. De serie loopt echter anders dan de boeken.

## Inhoud
Het verhaal gaat over vijf meisjes, Aria Montgomery, Hanna Marin, Emily Fields, Spencer Hastings en Alison DiLaurentis. Op een dag aan het einde van hun schoolperiode hebben ze een logeerpartijtje. Die dag verdwijnt Alison spoorloos. Een jaar later zijn de beste vriendinnen uit elkaar gegroeid en hebben ze nieuwe vrienden. Aria verhuisde zelfs naar IJsland met haar ouders en haar broer. Maar wanneer Aria een jaar later terugkeert naar Rosewood krijgen ze ineens rare berichtjes van iemand die zich 'A' noemt. A dreigt hun levens te verwoesten door geheimen openbaar te maken die enkel Alison kon weten. Is A Alison, hun beste vriendin die 2 jaar geleden verdwenen is? Of is A degene die verantwoordelijk is voor Alison haar verdwijning? De 4 meisjes komen hierdoor weer samen en proberen uit te zoeken wie A werkelijk is. 

## Verschenen in de Verenigde Staten
- Pretty Little Liars (dl 1)
- Flawless (dl 2)
- Perfect (dl 3)
- Unbelievable (dl 4)
- Wicked (dl 5)
- Killer (dl 6)
- Heartless (dl 7)
- Wanted (dl 8)
- Twisted (dl 9)
- Ruthless (dl 10)
- Stunning (dl 11)
- Burned (dl 12)
- Crushed (dl 13)
- Deadly (dl 14)
- Toxic (dl 15)
- Vicious (dl 16)

Exclusieve boeken
- Pretty Little Secrets (deel 4,5)
- Ali's Pretty Little Lies (deel 0,5)
- Alison's Pretty Little Diary (deel 0,6)

## Verschenen in België en Nederland
- Deel 1: Mooie meisjes hebben soms gruwelijke geheimen (NL) - Vriendschap (BE)
- Deel 2: Zijn je beste vriendinnen te vertrouwen? (NL) - Vertrouwen (BE)
- Deel 3: Perfecte meisjes plegen perfecte moord? (NL) - Perfectie (BE)
- Deel 4: Je moet niet alles geloven wat ze zeggen (NL) - Waarheid (BE)
- Deel 5: Geen enkele slechte daad blijft ongestraft (NL) - Bedrog (BE)
- Deel 6: Al is de leugen nog zo snel (NL) - Moord (BE)
- Deel 7: Wie roddelt er nu nooit? (NL) - Laster (BE)
- Deel 8: Eind goed, al goed? (NL) - Finale (BE)